# Цайскам
Цайскам (нем. Zeiskam) — община в Германии, в земле Рейнланд-Пфальц.
Входит в состав района Гермерсхайм. Подчиняется управлению Бельхайм. Население составляет 2205 человек (на 31 декабря 2010 года). Занимает площадь 8,85 км².